# Uber Eats
Uber Eats là một nền tảng đặt hàng và giao đồ ăn trực tuyến được Uber ra mắt vào năm 2014. Người dùng có thể đọc menu, đánh giá và xếp hạng, đặt hàng và thanh toán thực phẩm từ các nhà hàng tham gia bằng cách sử dụng ứng dụng trên nền tảng iOS hoặc Android hoặc thông qua trình duyệt web. Người dùng cũng có thể đăng ký để giao hàng. Thanh toán được tính vào thẻ trong hồ sơ với Uber.  Các bữa ăn được giao bởi nhân viên chuyển phát nhanh bằng xe hơi, xe máy, xe đạp hoặc đi bộ. Công ty hoạt động tại hơn 6.000 thành phố trên 45 quốc gia.

## Lịch sử
Uber được thành lập vào năm 2009 bởi Garrett Camp và Travis Kalanick. Công ty bắt đầu giao đồ ăn vào tháng 8 năm 2014 với sự ra mắt của dịch vụ Uber FRESH tại Santa Monica, California. Năm 2015, nền tảng này được đổi tên thành Uber Eats và phần mềm đặt hàng được phát hành dưới dạng ứng dụng riêng, tách biệt với ứng dụng  Uber. Năm 2016, công ty bắt đầu hoạt động ở cả Luân Đôn và Paris. 
Vào tháng 8 năm 2018, Uber Eats đã thay đổi phí giao hàng cố định từ 4,99 USD thành mức dao động từ tối thiểu 2 USD đến tối đa 8 USD. Ở Anh và Ireland, phí giao hàng dựa trên giá trị của đơn đặt hàng. Vào tháng 2 năm 2019, Uber Eats tuyên bố sẽ giảm phí từ 35% giá trị đơn hàng xuống còn 30%, đây là một phần của kế hoạch mở rộng thị trường sang nước ngoài. Công ty tuyên bố ý định mở các [[nhà hàng ảo ở Anh (đôi khi được gọi là nhà hàng đám mây hoặc nhà bếp đám mây), đây là những nhà bếp của nhà hàng có nhân viên để chuẩn bị giao thức ăn cho khách, áp dụng tại các nhà hàng truyền thống muốn thiết lập thêm dịch vụ giao hàng cho khách, hoặc cho các nhà hàng chỉ giao hàng không có dịch vụ ăn tại chỗ. 
Tháng 11 năm 2018, công ty đã công bố kế hoạch tăng gấp 3 lực lượng lao động tại thị trường Châu Âu. Cũng trong cuối năm này, công ty đã công bố thiết lập được mạng lưới giao thực phẩm tại 200 thành phố ở 20 quốc gia tại thị trường EMEA. 
Năm 2019, Uber Eats cho biết họ đã cung cấp thực phẩm cho khách hàng bằng máy bay không người lái. Mùa hè năm đó, công ty đã hợp tác với Apple trong việc phát hành Apple Card. Tới tháng 9 năm 2019, Uber Eats dã rời khỏi thị trường Hàn Quốc, theo Reuters điều này là do sự cạnh tranh kém hiệu quả đối với các công ty giao đồ ăn vốn đang rất mạnh ở Hàn Quốc. Vào ngày 15/10/2019, công ty cho biết họ sẽ cung cấp thức ăn nhanh Burger King trên khắp Hoa Kỳ. 
Ngày 21/1/2020, Zomato cho biết họ sẽ mua lại tất cả cổ phiếu của Uber Eats tại Ấn Độ như một phần của thỏa thuận. Theo đó, Uber sẽ sở hữu 10% cổ phần của Zomato và Zomato sẽ có được tất cả người dùng Uber Eats ở Ấn Độ. Tại thời điểm thỏa thuận, Zomato được định giá khoảng 3,55 tỷ Đô la. 
Vào tháng 3 năm 2020 khi đại dịch COVID-19 bùng phát trên toàn thế giới, Uber Eats đã chứng kiến sự gia tăng mạnh mẽ với 30% khách hàng mới; sự gia tăng này chủ yếu do tâm lí hạn tránh tụ tập nơi đông người, hạn chế tiếp xúc trực tiếp.
Ngày 4/5/ 2020, Uber Eats rời khỏi thị trường Các Tiểu vương quốc Ả Rập Thống nhất và dịch vụ này sẽ thông qua phương tiện có trụ sở tại Dubai cho công ty cho thuê Careem. Báo cáo tương tự cho biết họ cũng đã rời khỏi Ả Rập Xê Út và Ai Cập sau đó. Uber đã củng cố vị trí của mình vào tháng 7 năm 2020 với việc mua lại Postmates với giá 2,65 tỷ đô la. 
Vào ngày 30/11/2021, Uber Eats tuyên bố họ sẽ rời khỏi Hồng Kông vào cuối năm này.
Tháng 12 năm 2021, Uber Eats đã hoàn thành việc giao đồ ăn đầu tiên trong không gian khi hợp tác với tỷ phú Nhật Bản Yusaku Maezawa để gửi thực phẩm lên Trạm vũ trụ Quốc tế.

## Tranh cãi

### Tài xế Uber Eats
Uber Eats đã bị chỉ trích vì mô hình bồi thường cho tài xế. Ở hầu hết các khu vực, tài xế không được coi là nhân viên của Uber, vì vậy trong một số trường hợp họ có thể kiếm được ít hơn mức lương tối thiểu.

### Đại dịch COVID-19
Trong đại dịch Covid-19, Uber Eats đã bị chỉ trích vì tính phí các nhà hàng thức ăn nhanh từ 30% đến 35% hoa hồng.

### Cáo buộc về hành vi độc quyền
Vào tháng 4 năm 2020, một nhóm người dân New York đã kiện Uber Eats cùng với DoorDash, GrubHub, Postmates, cáo buộc họ sử dụng sức mạnh thị trường của mình để độc quyền bằng cách chỉ liệt kê các nhà hàng trên ứng dụng của họ nếu chủ nhà hàng ký hợp đồng bao gồm các điều khoản yêu cầu giá cả giống nhau đối với khách hàng ăn tối giống như đối với khách hàng nhận giao hàng. Các nguyên đơn tuyên bố rằng thỏa thuận này làm tăng chi phí cho khách hàng ăn tối, vì họ được yêu cầu trợ cấp chi phí giao hàng. Các ứng dụng tính phí "cắt cổ", dao động từ 13% đến 40% doanh thu, trong khi lợi nhuận trung bình của nhà hàng dao động từ 3% đến 9% doanh thu. Vụ kiện yêu cầu bồi thường thiệt hại gấp 3 lần, bao gồm cả việc tính phí quá cao kể từ ngày 14/4/2016 cho khách hàng ăn tối và giao hàng tại Hoa Kỳ tại các nhà hàng sử dụng ứng dụng giao hàng của bị đơn. Vụ kiện được đệ trình lên Tòa án Quận Liên bang Hoa Kỳ, Quận Nam New York với tên Davitashvili v GrubHub Inc., 20-cv-3000. Mặc dù một số tài liệu sơ bộ trong vụ án hiện đã được đệ trình, ngày xét xử vẫn chưa được ấn định.